# Památník rudoarmějce v Teplicích
Památník rudoarmějce v Teplicích je pietní místo v Havlíčkových sadech vzdávající čest vojákům Rudé armády.

## První pomník
Od roku 1930 stál na místě dnešního pietního místa pomník československým obětem 1. světové války.

## Druhý pomník
V roce 1953 byl místo původního pomníku na stejném místě postaven komplex pomníku Vítězný rudoarmějec. Na čelní straně vydlážděné plochy je umístěna kamenná socha rudoarmějce v nadživotní velikosti se vztyčenou zbraní. Sochu vytvořil akademický sochař Antonín Kalvoda ve svém vinohradském ateliéru. Čelo komplexu doplňují na obou stranách kamenné podstavce s kovovými mísami na oheň. Komplex pietního místa doplňuje 18 nízkých pomníčků ve dvou řadách. Tvar pomníčků připomínající náhrobky a jejich vzájemná poloha evokují hřbitov.
Dne 24. srpna 1968 strhli sochu rudoarmějce občané pobouření sovětskou okupací Československa. Ke stržení použili lano a traktor. Dne 13. srpna 1970 začalo s obžalovanými pachateli přelíčení. Viníci byli potrestáni nepodmíněnými tresty odnětí vězení v délce 16 měsíců až 3 roky.

## Třetí pomník
Antonín Kalvoda, autor sochy, vytvořil kopii, která se však od originálu v detailech lišila. Kopie opustila pojetí socialistického realismu; její tvary byly jednodušší. Ke slavnostnímu odhalení kopie došlo  8. května 1970.
V roce 1988 je pomník rudoarmějce popisován jako celkem zdařilé, nepříliš filosoficky hluboké dílo.
V roce 1972 vystavoval Antonín Kalvoda dílo „Vítězný rudoarmějec" na výstavě Lidice 1942 -1972.
V noci na středu 7. května 2025 byla stržena, zřejmě za použití automobilu a lana.

## Pomníky Rudé armádě
Smyslem pomníků věnovaných Rudé armádě bylo vzdání úcty tisícům padlých vojákům. Okolnosti jejich vybudování ukazují, že mnoha případech šlo o politický nástroj. Některé byly vybudovány na místě stržených pomníků věnovaným jiným obětem války, jiné nahradily symboly přecházející totality, další byly postaveny jako náhražka sice sovětských, ale aktuálně nemyslitelných osob. Tyto sochy se stavěly v dobách normalizace jako hraniční kameny komunistické moci.
Po konci komunistického režimu byly pomníky, které nebyly projevem vděku vojákům Rudé armády rozhodnutím samospráv přemísťovány. Na rozdíl od pobaltských republik ponechali Sověti Československu po 2. světové válce formální nezávislost, a tak nebyl přístup radikální a jednotlivé objekty byly posuzovány individuálně. Rozhodnutí zastupitelstev vzešlých z demokratických voleb nesly nelibě orgány Ruské federace. Vměšovaly se do vnitřních záležitostí České republiky a při argumentaci nerozlišovaly pomníky a hroby vojáků.

## Válečné hroby
Pojem „válečný hrob" je definován  § 2 zákona č. 122/2004 Sb., o válečných hrobech. Tímto zákonem je limitováno zastupitelstvo Přibyslavi, které má záměr přemístit hroby v rámci revitalizace Bechyňovo náměstí. Ochrana válečných hrobů není ve všech zemích Evropské unie stejná. Estonsko v zákoně o ochraně válečných hrobů pamatuje na situaci, kdy jsou osoby, které zahynuly při válečných akcích pohřbeny na nevhodných místech v rozporu s evropskou kulturou a tradicí. Tyto ostatky je estonský stát oprávněn  znovu pohřbít na základě veřejného zájmu v koordinací s Estonským válečným muzeem.
Válečným hrobem je místo spjaté s konkrétními osobami, které zahynuly při aktivní účasti při vojenské operaci, v důsledku zajetí nebo v důsledku účasti v odboji. V mnohých hrobech jsou vojáci, kteří zemřeli po skončení války při nehodách, při otravách metanolem nebo alkoholem, po nemoci nebo po incidentu neválečné povahy. Jsou zaznamenány pohřby vojáků, kteří se utopili při koupání nebo spáchali sebevraždu.
Fakt, že památník v Teplicích připomíná válečný hřbitov není důvodem k vměšování ruských orgánů do vyšetřování vandalství. 